# Galium buekkense
Galium buekkense är en måreväxtart som beskrevs av Hulják. Galium buekkense ingår i släktet måror, och familjen måreväxter.
Artens utbredningsområde är Ungern. Inga underarter finns listade i Catalogue of Life.